# Jimi Mistry
Jimi Mistry (Scarborough, 1º gennaio 1973) è un attore britannico.

## Biografia
Nato da padre indiano e da madre irlandese, ha studiato recitazione alla Birmingham School of Acting. Il suo primo ruolo importante è quello del dottore gay Fred Fonseca nella soap opera EastEnders. Ma il ruolo che gli dona la grande popolarità è Il Guru, dove interpreta il ruolo di Ramu Gupta. Nel 2007 ha recitato nel telefilm Nearly Famous. Dal 2013 al 2015 è apparso in 145 episodi della soap opera britannica Coronation Street.

## Filmografia parziale

### Cinema
- East Is East (East Is East), regia di Damien O'Donnell (1999)
- Romantici nati (Born Romantic), regia di David Kane (2000)
- The Mystic Masseur, regia di Ismail Merchant (2001)
- My Kingdom, regia di Don Boyd (2001)
- Il guru (The Guru), regia di Daisy von Scherler Mayer (2002)
- Cose da fare prima dei 30 (Things to Do Before You're 30), regia di Simon Shore (2004)
- Ella Enchanted - Il magico mondo di Ella (Ella Enchanted), regia di Tommy O'Haver (2004)
- Scandalo a Londra (Touch of Pink), regia di Ian Iqbal Rashid (2004)
- The Truth About Love, regia di John Hay (2004)
- Blood Diamond - Diamanti di sangue (Blood Diamond), regia di Edward Zwick (2006)
- Destiny's Bride (Partition), regia di Vic Sarin (2007)
- RocknRolla, regia di Guy Ritchie (2008)
- 2012, regia di Roland Emmerich (2009)

### Televisione
- Strike Back – serie TV, 9 episodi (2010-2011)
- Coronation Street – serie TV, 145 episodi (2013-2015)

## Doppiatori italiani
Nelle versioni in italiano delle opere in cui ha recitato, Jimi Mistry è stato doppiato da:
- Oreste Baldini in Ella Enchanted - Il magico mondo di Ella, RocknRolla
- Nanni Baldini ne Il guru
- Francesco Pezzulli in East Is East
- Daniele Barcaroli in Cosa fare prima dei 30 anni
- Fabrizio Manfredi in Scandalo a Londra
- Roberto Certomà in The Truth About Love
- Christian Iansante in Blood Diamond - Diamanti di sangue
- Francesco Bulckaen in Strike Back
- Davide Marzi in Black Mirror